# Reiner Gottstein
Reiner Gottstein (* 10. August 1910 in Reichenberg, Österreich-Ungarn; † 13. Februar 1945 bei Tök bei Budapest) war ein deutscher Polizeibeamter und SS-Führer.

## Leben und Wirken
Gottstein beantragte am 24. Juni 1937 die Aufnahme in die NSDAP und wurde rückwirkend zum 1. Mai desselben Jahres aufgenommen (Mitgliedsnummer 5.062.634). Außerdem wurde er Mitglied der Schutzstaffel (SS-Nummer 219.699), in der er im Januar 1945 bis zum SS-Obersturmbannführer befördert wurde. In der SS machte er Karriere im sogenannten Sicherheitsdienst (SD), dem Nachrichtendienst der NSDAP
Um 1941 war Gottstein im Rang eines Sturmbannführers und Polizeirats Leiter des Referates II D 1 („Funk-, Foto- und Filmwesen“) im Amt II (Organisation und Verwaltung) des Reichssicherheitshauptamtes in Berlin. Sein Vorgesetzter war hier Walter Rauff (1906–1984).
Für die ersten Monate des Jahres 1944 ist Gottstein als Leiter eines Einsatzkommandos in Kosice und Miskolc nachweisbar. Im August 1944 wurde er dann als Kommandeur der Sicherheitspolizei und des SD nach Budapest versetzt, wo er sich an der „Ungarn-Aktion“ beteiligte. Er blieb auch in der Stadt, als diese zur Jahreswende von der Roten Armee eingeschlossen und zur „Festung“ erklärt wurde. Seiner Todesurkunde zufolge starb Gottstein am 13. Februar bei Tök nordwestlich von Budapest bei Kampfhandlungen (Standesamt Berlin-Neukölln Nr. 134/52), was Wildt allerdings für „nicht erwiesen“ hält. Kurz zuvor, am 6. Februar 1945, war Gottstein noch mit dem Ritterkreuz ausgezeichnet worden.